# Tessa James

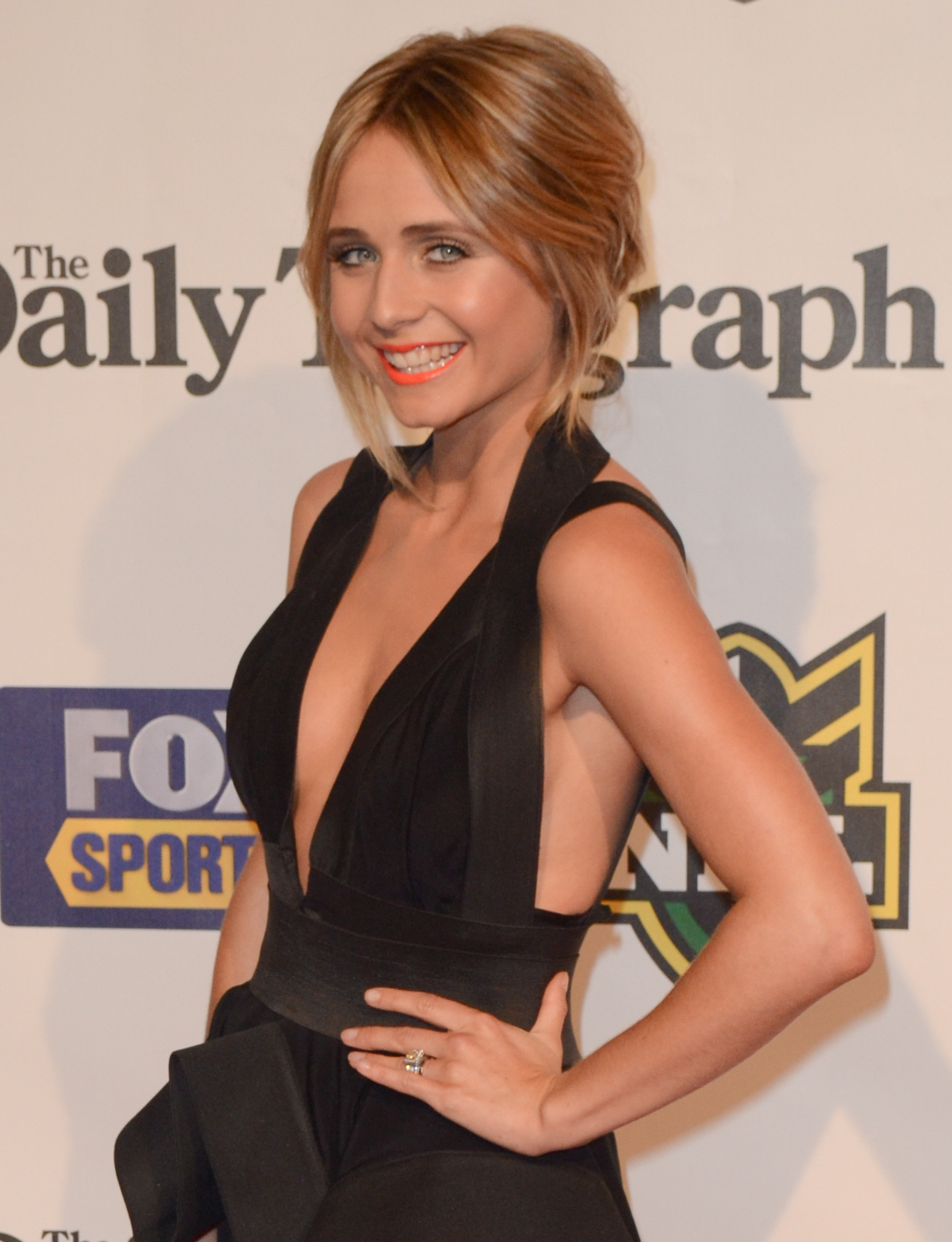
Tessa James

Tessa James (Melbourne, 17 april 1991) is een Australisch actrice. Zij is onder meer te zien als Nicole Franklin in Home and Away. James' eerste rol was als Anne Baxter in Neighbours. Naast acteren kan James ook dansen en zingen.
In 2014 is de Ziekte van Hodgkin bij haar ontdekt.
Ze trouwde in 2011 met rugbyspeler Nate Myles. Inmiddels hebben ze een kind.